# 埃普沃思 (伊利諾伊州)
埃普沃斯（英語：Epworth）是位於美國伊利諾伊州懷特縣的一個非建制地區。該地的面積和人口皆未知。

## 地理
埃普沃斯的座標為38°04′14″N 88°06′22″W / 38.07056°N 88.10611°W，而該地的平均海拔高度為119米（即390英尺）。